# Crunchyroll Anime Awards
Crunchyroll Anime Awards là giải thưởng thường niên của nền tảng phát anime trực tuyến Crunchyroll để bình chọn những bộ anime là hay nhất của năm trước đó. Giải thưởng này lần đầu được công bố vào tháng 12 năm 2016 và tổ chức lần đầu vào tháng 1 năm 2017. Trên trang thông tin giải thưởng, Crunchyroll mô tả Crunchyroll Anime Awards là "sự kiện toàn cầu nhằm ghi nhận các phim anime, nhân vật và các nhân viên tham gia quá trình sản xuất mà người hâm mộ yêu thích nhất".

## Quy trình bầu chọn
Những tác phẩm hoặc nhân vật đề cử được lựa chọn bởi một hội đồng giám khảo thông qua quy trình bỏ phiếu hai vòng trước khi đưa ra danh sách cuối cùng. Các hạng mục của giải thưởng có thể được thêm hoặc bớt qua các năm dựa trên độ phủ sóng và những phản hồi của người hâm mộ.
Quá trình bỏ phiếu của giải thưởng này thường diễn ra trong một tuần và người hâm mộ có thể bỏ phiếu mỗi ngày một lần ở các hạng mục khác nhau. Tác phẩm hoặc nhân vật nhận nhiều phiếu bầu nhất sẽ chiến thắng ở mỗi hạng mục. Trong đó, 70% phiếu bầu sẽ đến từ ban giám khảo của giải thưởng và 30% còn lại sẽ dựa trên phiếu bầu của người hâm mộ.

## Hạng mục
| - Anime của năm (2017 – nay) - Nhân vật chính xuất sắc nhất (2017 – nay) - Nhân vật phản diện xuất sắc nhất (2017 – nay) - Nhân vật nữ xuất sắc nhất (2017 – nay) - Nhân vật nam xuất sắc nhất (2017 – nay) - Diễn biến mở đầu xuất sắc nhất (2017 – nay) - Diễn biến kết thúc xuất sắc nhất (2017 – nay) - Diễn viên lồng tiếng Nhật xuất sắc nhất (2019 – nay) - Diễn viên lồng tiếng Anh xuất sắc nhất (2019 – nay) - Diễn viên lồng tiếng Đức xuất sắc nhất (2022 – nay) - Diễn viên lồng tiếng Pháp xuất sắc nhất (2022 – nay) - Diễn viên lồng tiếng Latin xuất sắc nhất (2022 – nay) - Diễn viên lồng tiếng Tây Ban Nha xuất sắc nhất (2022 – nay) - Diễn viên lồng tiếng Bồ Đào Nha xuất sắc nhất (2022 – nay) - Diễn viên lồng tiếng Nga xuất sắc nhất (2022 – nay) - Đạo diễn xuất sắc nhất (2019 – nay) - Phim có hoạt họa xuất sắc nhất (2017 – nay) - Phim điện ảnh xuất sắc nhất (2018 – 2019, 2022 – nay) - Thiết kế nhân vật xuất sắc nhất (2019 – nay) - Nhạc phim xuất sắc nhất (2018 – nay) - Cảnh chiến đấu xuất sắc nhất (2017 – nay) - Anime thể loại drama xuất sắc nhất (2017 – nay) - Anime thể loại hài hước xuất sắc nhất (2017 – nay) - Anime thể loại kỳ ảo xuất sắc nhất (2020 – nay) - Anime thể loại hành động xuất sắc nhất (2017 – 2018; 2018 – nay) - Anime thể loại tình cảm xuất sắc nhất (2022 – nay) | - Loạt anime sản xuất tiếp xuất sắc nhất (2018 – 2019) - Anime có cảnh ấm lòng nhất (2017) - CGI xuất sắc nhất (2018) - Anime thể loại đời thường xuất sắc nhất (2019) - Manga xuất sắc nhất (2018) - Cặp đôi được yêu thích nhất (2017 – 2018; 2020 – 2021) |

## Giải thưởng thường niên

### Crunchyroll Anime Awards lần 6 (2022)
Giải thưởng Anime của Crunchyroll lần thứ 6 được tổ chức vào ngày 9 tháng 2 năm 2022 nhằm tôn vinh sự xuất sắc của anime trong năm 2021. Crunchyroll đã mở đề cử công khai cho ban giám khảo vào ngày 14 tháng 10 năm 2021, kéo dài đến ngày 20 tháng 10. Vào ngày 16 tháng 12, Crunchyroll đã công bố danh sách các giám khảo. Các đề cử chính thức được công bố vào ngày 18 tháng 1 năm 2022. Bỏ phiếu kết thúc vào ngày 25 tháng 1 năm 2022 và công bố giải thưởng vào ngày 9 tháng 2 năm 2022.
Bộ phim chiến thắng được ghi đầu tiên và đánh dấu bằng cách in đậm, và được đánh dấu bằng biểu tượng bên cạnh (‡). Các danh sách được sắp xếp theo thứ tự bảng chữ cái, ngoại trừ người chiến thắng.
| Anime của năm - Attack on Titan: The Final Season Part 1 — MAPPA‡ - 86 — A-1 Pictures - Jujutsu Kaisen — MAPPA - Odd Taxi — OLM và P.I.C.S - Ranking of Kings — Wit Studio - Sonny Boy — Madhouse | Nhân vật nam xuất sắc nhất - Bojji — Ranking of Kings‡ - Senku Ishigami — Dr. Stone (season 2) - Izumi Miyamura — Horimiya - Odokawa — Odd Taxi - Ken 'Draken' Ryuguji — Tokyo Revengers - Manjiro 'Mikey' Sano — Tokyo Revengers |
| Nhân vật nữ xuất sắc nhất - Nobara Kugisaki – Jujutsu Kaisen‡ - Tohru Honda — Fruits Basket The Final Season - Shoko Komi — Komi Can't Communicate - Vladilena Milizé — 86 - Ai Ohto — Wonder Egg Priority - Sarasa Watanabe – Kageki Shojo!! | Nhân vật chính xuất sắc nhất - Odokawa — Odd Taxi‡ - Bojji — Ranking of Kings - Yuji Itadori — Jujutsu Kaisen - Eren Jaeger — Attack on Titan: The Final Season Part 1 - Joe — Megalobox 2: Nomad - Ai Ohto — Wonder Egg Priority |
| Nhân vật phản diện xuất sắc nhất - Eren Jaeger — Attack on Titan: The Final Season Part 1‡ - Echidna — Re:Zero − Starting Life in Another World (season 2) - Tetta Kisaki - Tokyo Revengers - Tomura Shigaraki — My Hero Academia (season 5) - Ainosuke Shindo — SK8 the Infinity - Yano — Odd Taxi | Cảnh chiến đấu xuất sắc nhất - Yuji Itadori & Aoi Todo vs. Hanami— Jujutsu Kaisen‡ - Eren Jaeger vs. War Hammer Titan — Attack on Titan: The Final Season Part 1 - Naruto Uzumaki vs. Isshiki Otsutsuki — Boruto: Naruto Next Generations - Yuji Itadori & Nobara Kugisaki vs. Eso & Kechizu— Jujutsu Kaisen - Elma vs. Tohru — Miss Kobayashi's Dragon Maid S - Vivy vs. Yugo Kakitani — Vivy: Fluorite Eye's Song                                                                                    |
| Đạo diễn xuất sắc nhất - Baku Kinoshita — Odd Taxi‡ - Yuichiro Hayashi — Attack on Titan: The Final Season Part 1 - Yo Moriyama — Megalobox 2: Nomad - Shingo Natsume — Sonny Boy - Sunghoo Park — Jujutsu Kaisen - Shin Wakabayashi — Wonder Egg Priority | Phim có hoạt họa xuất sắc nhất - Demon Slayer: Kimetsu no Yaiba Mugen Train Arc — Ufotable‡ - Jujutsu Kaisen — MAPPA - Miss Kobayashi's Dragon Maid S — Kyoto Animation - Mushoku Tensei: Jobless Reincarnation — Studio Bind - Vivy: Fluorite Eye's Song — Wit Studio - Wonder Egg Priority — CloverWorks |
| Thiết kế nhân vật xuất sắc nhất - Tadashi Hiramatsu, Gege Akutami — Jujutsu Kaisen‡ - Michinori Chiba — SK8 the Infinity - Baku Kinoshita and Hiromi Nakayama — Odd Taxi - loundraw and Yuichi Takahashi — Vivy: Fluorite Eye's Song - Atsuko Nozaki — Ranking of Kings - Saki Takahashi — Wonder Egg Priority | Score xuất sắc nhất - Yuki Kajiura và Go Shiina — Demon Slayer: Kimetsu no Yaiba Mugen Train Arc‡ - DÉ DÉ MOUSE và Mito — Wonder Egg Priority - Satoru Kōsaki — Vivy: Fluorite Eye's Song - Mabanua — Megalobox 2: Nomad - PUNPEE, VaVa, và OMSB — Odd Taxi - Hiroyuki Sawano và Kohta Yamamoto — 86 |
| Diễn viên lồng tiếng Nhật xuất sắc nhất - Yuki Kaji vào vai Eren Jaeger — Attack on Titan: The Final Season Part 1‡ - Ayane Sakura vào vai Gabi Braun — Attack on Titan: The Final Season Part 1 - Kiyoshi Kobayashi vào vai Daisuke Jigen (ep. 0) — Lupin the 3rd Part 6 - Aoi Yūki vào vai Kumoko - So I'm a Spider, So What? - Natsuki Hanae vào vai Odokawa — Odd Taxi - Kanata Aikawa vào vai Ai Ohto — Wonder Egg Priority                                                                 | Diễn viên lồng tiếng Anh xuất sắc nhất - David Wald vào vai Ainosuke Shindo — SK8 the Infinity‡ - Brittany Cox vào vai Fena — Fena: Pirate Princess - Laura Bailey vào vai Tohru Honda — Fruits Basket The Final Season - Adam McArthur vào vai Yuji Itadori — Jujutsu Kaisen - Matt Shipman vào vai Reki Kyan — SK8 the Infinity - Anairis Quiñones vào vai Rika Kawai — Wonder Egg Priority |
| Diễn viên lồng tiếng Đức xuất sắc nhất - René Dawn-Claude vào vai Satoru Gojo - Jujutsu Kaisen‡ - Florian Knorn vào vai Tai Yagami — Digimon Adventure: Last Evolution Kizuna - Rieke Werner vào vai Sakura Matou — Fate/stay night: Heaven's Feel III. spring song - Marios Gavrilis vào vai Dio Brando — Jojo's Bizarre Adventure: Phantom Blood - Tommy Morgenstern vào vai Galo Thymos — Promare - Torsten Münchow vào vai The Count of Monte Cristo — Gankutsuou: The Count of Monte Cristo | Diễn viên lồng tiếng Pháp xuất sắc nhất - Enzo Ratsito vào vai Tanjiro Kamado — Demon Slayer: Kimetsu no Yaiba Mugen Train Arc‡ - Mark Lesser vào vai Satoru Gojo — Jujutsu Kaisen - Alexis Thomassian vào vai Kage — Ranking of Kings - Brieuc Lemaire vào vai Vanitas — The Case Study of Vanitas - Nancy Philippot vào vai Raphtalia — The Rising of the Shield Hero - Olivier Premel vào vai Takemichi Hanagaki — Tokyo Revengers                                                                  |
| Diễn viên lồng tiếng Latin xuất sắc nhất - Irwin Daayán vào vai Kyojuro Rengoku — Demon Slayer: Kimetsu no Yaiba Mugen Train Arc‡ - José Vilchis vào vai Spike Spiegel — Cowboy Bebop - Victor Ugarte vào vai Shinji Ikari — Evangelion 3.0+1.0 Thrice Upon a Time - José Gilberto Vilchis vào vai Satoru Gojo - Jujutsu Kaisen - Jessica Ángeles vào vai Kaguya Shinomiya — Kaguya-sama: Love Is War - Romina Marroquín vào vai Kumoko — So I'm a Spider, So What?                              | Diễn viên lồng tiếng Tây Ban Nha xuất sắc nhất - Marcel Navarro vào vai Tanjiro Kamado — Demon Slayer: Kimetsu no Yaiba – The Movie: Mugen Train‡ - Bianca Rada vào vai Tai Yagami — Digimon Adventure: Last Evolution Kizuna - Albert Trifol Segarra vào vai Shinji Ikari — Evangelion 3.0+1.0 Thrice Upon a Time - Adelaida López vào vai Usagi Tsukino — Sailor Moon Eternal - Blanca Hualde (Neri) vào vai Brunhilde — Record of Ragnarok - Marc Zanni vào vai Tatsu — The Way of the Househusband |
| Diễn viên lồng tiếng Bồ Đào Nha xuất sắc nhất - Leo Rabelo vào vai Satoru Gojo — Jujutsu Kaisen‡ - Hannah Buttel vào vai Vladilena Milizé — 86 - Amanda Brigido vào vai Nobara Kugisaki — Jujutsu Kaisen - Carol Valença vào vai Monkey D. Luffy — One Piece - Luísa Viotti vào vai Echidna — Re:Zero − Starting Life in Another World (season 2) - Luiz Sergio Vieira vào vai Takemichi Hanagaki — Tokyo Revengers                                                                              | Diễn viên lồng tiếng Nga xuất sắc nhất - Islam Gandzhaev vào vai Tanjiro Kamado — Demon Slayer: Kimetsu no Yaiba – The Movie: Mugen Train‡ - Vlad Tokarev vào vai Eren Jaeger — Attack on Titan: The Final Season Part 1 - Olga Matskevich vào vai Mire Yoshizuki — Looking for Magical Doremi - Polina Rtischeva vào vai Monkey D. Luffy — One Piece - Elizaveta Sheikh vào vai Kumoko — So I'm a Spider, So What? - Tatyana Shamarina vào vai Vivy — Vivy: Fluorite Eye's Song                       |
| Diễn biến mở đầu xuất sắc nhất - "Boku no Sensou" của Shinsei Kamattechan — Attack on Titan: The Final Season Part 1‡ - "Kaibutsu" của Yoasobi — Beastars (season 2) - "Vivid Vice" của Who-ya Extended — Jujutsu Kaisen - "Ai no Supreme!" của Fhána — Miss Kobayashi's Dragon Maid S - "ODDTAXI" của Skirt và PUNPEE — Odd Taxi - "Cry Baby" của Official Hige Dandism — Tokyo Revengers | Diễn biến kết thúc xuất sắc nhất - "Shirogane" của LiSA — Demon Slayer: Kimetsu no Yaiba Mugen Train Arc‡ - "Shogeki" của Yuko Ando — Attack on Titan: The Final Season Part 1 - "Yasashii Suisei" của Yoasobi — Beastars (season 2) - "Nai Nai" của Reona — Shadows House - "Infinity" của Yuuri — SK8 the Infinity - "Ganbare! Kumoko-san no Theme" của Aoi Yūki — So I'm a Spider, So What? |
| Anime thể loại hành động xuất sắc nhất - Jujutsu Kaisen — MAPPA‡ - Attack on Titan: The Final Season Part 1 — MAPPA - Demon Slayer: Kimetsu no Yaiba Mugen Train Arc — Ufotable - SSSS.Dynazenon — Studio Trigger - Vivy: Fluorite Eye's Song — Wit Studio - Wonder Egg Priority — CloverWorks | Anime thể loại hài hước xuất sắc nhất - Komi Can't Communicate — OLM‡ - Don't Toy with Me, Miss Nagatoro — Telecom Animation Film - Heaven's Design Team — Asahi Production - Life Lessons with Uramichi Oniisan — Studio Blanc - Miss Kobayashi's Dragon Maid S — Kyoto Animation - Odd Taxi — OLM and P.I.C.S |
| Anime thể loại drama xuất sắc nhất - To Your Eternity — Brain's Base‡ - 86 — A-1 Pictures - Fruits Basket The Final Season — TMS Entertainment - Kageki Shojo!! — Pine Jam - Odd Taxi — OLM and P.I.C.S - Wonder Egg Priority — CloverWorks | Anime thể loại tình cảm xuất sắc nhất - Horimiya — CloverWorks‡ - Beastars (season 2) — Orange - Fruits Basket The Final Season — TMS Entertainment - Don't Toy with Me, Miss Nagatoro — Telecom Animation Film - Komi Can't Communicate — OLM - The Duke of Death and His Maid — J.C.Staff |
| Anime thể loại kỳ ảo xuất sắc nhất - That Time I Got Reincarnated as a Slime (season 2) — Eight Bit‡ - Mushoku Tensei: Jobless Reincarnation — Studio Bind - Ranking of Kings — Wit Studio - The Case Study of Vanitas — Bones - To Your Eternity — Brain's Base - Wonder Egg Priority — CloverWorks | Phim điện ảnh xuất sắc nhất - Demon Slayer: Kimetsu no Yaiba – The Movie: Mugen Train — Ufotable‡ - Belle — Studio Chizu - Evangelion 3.0+1.0 Thrice Upon a Time — Khara - Josee, the Tiger and the Fish — Bones - Shirobako the Movie — P.A. Works - Words Bubble Up Like Soda Pop — Signal.MD and Sublimation |
| Nguồn: | |

### Crunchyroll Anime Awards lần 7 (2023)
Giải thưởng Anime của Crunchyroll lần thứ 7 sẽ được lần đầu tiên tổ chức ngoài Hoa Kỳ, tại Grand Prince Hotel New Takanawa (Nhật Bản) vào ngày 4 tháng 3 năm 2023.

## Tác phẩm đoạt giải
| Giải thưởng                    | Ngày             | Anime của năm                            |
| ------------------------------ | ---------------- | ---------------------------------------- |
| Crunchyroll Anime Awards lần 1 | 28 tháng 1, 2017 | Yuri on Ice                              |
| Crunchyroll Anime Awards lần 2 | 24 tháng 2, 2018 | Made in Abyss                            |
| Crunchyroll Anime Awards lần 3 | 16 tháng 2, 2019 | Devilman Crybaby                         |
| Crunchyroll Anime Awards lần 4 | 15 tháng 2, 2020 | Demon Slayer: Kimetsu no Yaiba           |
| Crunchyroll Anime Awards lần 5 | 19 tháng 2, 2021 | Jujutsu Kaisen                           |
| Crunchyroll Anime Awards lần 6 | 9 tháng 2, 2022  | Attack on Titan: The Final Season Part 1 |
| Crunchyroll Anime Awards lần 7 | 4 tháng 3, 2023  | Jujutsu Kaisen Season 2                  |